# Montresta
Montresta (en sard, Montresta) és un municipi italià, dins de la província d'Oristany. L'any 2007 tenia 650 habitants. Es troba a la regió de Planargia. Limita amb els municipis de Bosa, Padria (SS) i Villanova Monteleone (SS).

## Administració
| Període | Identitat     | Partit        |
| ------- | ------------- | ------------- |
| 2005-   | Antonio Zedda | Llista cívica |